# Gulf Air
Gulf Air är ett flygbolag ifrån Bahrain. Flygbolaget flyger 26 Airbus flygplan. Man har även beställt bland annat Boeing 787.

## Flotta
Gulf Air har hittills flugit bland annat:
- Airbus A319
- Airbus A320
- Airbus A321
- Airbus A330
- Airbus A340
- BAC 1-11
- Boeing 737-200, -700, -800
- Boeing 747
- Boeing 757
- Boeing 767
- de Havilland Dove
- De Havilland Heron
- Douglas DC-3/C-47
- Embraer 170, 190
- Fokker F-27
- Lockheed L-1011 TriStar
- Short Skyvan
- Vickers VC10

## Gulf Air i media
Gulf Air har kritiserats för sin behandling och stränga utseendekontroll av sina flygvärdinnor, som bland annat har fått sparken på grund av synliga ärr. 